# Elliott le Terrien
Elliott le Terrien (Elliott from Earth en version originale) est une série télévisée d'animation américano-britannique de science-fiction et de comédie, créée pour Cartoon Network,. Produite aux Studios Europe de Cartoon Network, l'émission met en scène un garçon humain nommé Elliott qui se retrouve à vivre dans un vaisseau spatial appelé Centrium rempli d'extraterrestres venus des quatre coins de l'univers. Tout en essayant de comprendre qui les a amenés là et pourquoi, ils se font un nouveau foyer et rencontrent de nouveaux amis.
La série a été diffusée aux États-Unis sur Cartoon Network du 29 mars 2021 au 9 avril 2021.
Les 4 premiers épisodes ont été diffusés sur Cartoon Network UK le 6 mars 2021.
En France, la série est diffusée du 22 mai 2021 au 12 juin 2021 sur Cartoon Network.

## Synopsis
Rejoignez Elliott et sa maman Frankie dans leur voyage inattendu à travers l'Univers. Ils vont rencontrer d'étonnants extra-terrestres et de surprenantes créatures cosmiques, dont un nouvel ami pour Elliott : un dinosaure nommé Mo. Découvrez leurs aventures dans un lieu où plus rien n'est normal. Mais de toute façon, qui pourrait bien vouloir de cela ?

## Production
La production a débuté en septembre 2018, avec l'équipe de production de l'émission Le Monde incroyable de Gumball de Cartoon Network. La première saison de la série sera composée de seize épisodes de 11 minutes.
Fin octobre 2019, le créateur de la série, Guillaume Cassuto, a quitté la série.

### Fiche technique
- Titre original : Elliott from Earth
- Titre français : Elliott le Terrien
- Création : Guillaume Cassuto, Mic Graves et Tony Hull
- Réalisation : Rhys Byfield et Mikey Please
- Scénario : Oliver Hamilton
- Musique : Xav Clarke
- Direction artistique : Yann Benedi
- Montage : Tony Hull
- Production : Sarah Fell et Emma Fernando
- Sociétés de production : Cartoon Network Studios Europe
- Sociétés de distribution : Warner Bros. Television
- Pays d'origine :  États-Unis,  Royaume-Uni
- Langue originale : Anglais
- Format : HDTV 1080i
- Genre : Science-fiction, Comédie
- Nombre de saisons : 1
- Nombre d'épisodes : 16
- Durée : 11 minutes
- Dates de première diffusion :
  - Royaume-Uni : 6 mars 2021
  - États-Unis : 29 mars 2021
  - France : 22 mai 2021

## Distribution
| Comédiens               | Comédiens                            | Comédiens                                                     |
| Personnage              | Voix originales                      | Voix françaises                                               |
| ----------------------- | ------------------------------------ | ------------------------------------------------------------- |
| Elliott Epson           | Samuel Faraci                        | Émilie Guillaume                                              |
| Mo                      | Noah Kaye Bentley                    | Arthur Dubois                                                 |
| Frankie Epson           | Naomi McDonald                       | Lénaïc Brulé                                                  |
| Directrice de la ruche  | Alyssa Darwin Sachex                 | Marie du Bled                                                 |
| Seigneur Kallous        | David Warner                         | Guy Theunissen                                                |
| Dugg                    | Hugo Harold-Harrison                 | Stéphane Oertli                                               |
| 105E                    | NC                                   | Stéphanie Vondenhoff                                          |
| Nara                    | NC                                   | Stéphanie Vondenhoff                                          |
| Madame Argolis          | NC                                   | Stéphanie Vondenhoff Marie-Gaëlle Janssens Florence Tempelhof |
| Équipe technique        |                                      |                                                               |
| Rôle                    | Version originale                    | Version française                                             |
| Studio d'enregistrement | Fitzrovia Audio Post Production Ldt. | Iyuno-SDI Group                                               |
| Création de casting     | Richard Overall Karie Gima           | Julie Basecqz                                                 |
| Direction artistique    | Richard Overall                      | Julie Basecqz                                                 |
| Adaptation              | N/A                                  | Sophie Servais                                                |

## Épisodes
Le premier chapitre a été diffusé le 6 mars 2021 au Royaume-Uni.
Aux États-Unis, la diffusion commence le 29 mars 2021 et se termine le 9 avril 2021 avec Vérité voilée, première partie.
En France, la diffusion commence le 22 mai 2021 et se termine le 12 juin 2021.
| Chapitre | Nombre d'épisodes | Diffusion américaine | Diffusion américaine | Diffusion anglaise | Diffusion anglaise | Diffusion française | Diffusion française |
| Chapitre | Nombre d'épisodes | Première diffusion   | Dernière diffusion   | Première diffusion | Dernière diffusion | Première diffusion  | Dernière diffusion  |
| -------- | ----------------- | -------------------- | -------------------- | ------------------ | ------------------ | ------------------- | ------------------- |
| 1        | 4                 | 29 mars 2021         | 29 mars 2021         | 6 mars 2021        | 6 mars 2021        | 22 mai 2021         | 22 mai 2021         |
| 2        | 12                | 30 mars 2021         | 9 avril 2021         | NC                 | NC                 | 23 mai 2021         | 12 juin 2021        |

| No | Titres                                                      | Scénario                                                                                            | Storyboard                                 | Date de diffusion                    | Date de diffusion                    |
| Chapitre 1 : Le voyage commence | Chapitre 1 : Le voyage commence                             | Chapitre 1 : Le voyage commence                                                                     | Chapitre 1 : Le voyage commence            | Chapitre 1 : Le voyage commence      | Chapitre 1 : Le voyage commence      |
| --- | ----------------------------------------------------------- | --------------------------------------------------------------------------------------------------- | ------------------------------------------ | ------------------------------------ | ------------------------------------ |
| 1 | Mercredi Wednesday                                          | Mic Graves, Tony Hull, Joe Markham, Joe Parham                                                      | Oliver Hamilton                            | 22 mars 2021 (VOD) 29 mars 2021 (TV) | 8 mai 2021 (Replay) 22 mai 2021 (TV) |
| 2 | Mercredi Wednesday                                          | Mic Graves, Tony Hull                                                                               | Oliver Hamilton                            | 22 mars 2021 (VOD) 29 mars 2021 (TV) | 8 mai 2021 (Replay) 22 mai 2021 (TV) |
| 3 | Mercredi Wednesday                                          | Mic Graves, Tony Hull                                                                               | Oliver Hamilton, David Vinicombe           | 22 mars 2021 (VOD) 29 mars 2021 (TV) | 8 mai 2021 (Replay) 22 mai 2021 (TV) |
| 4 | Mercredi Wednesday                                          | Mic Graves, Tony Hull                                                                               | Oliver Hamilton, David Vinicombe           | 22 mars 2021 (VOD) 29 mars 2021 (TV) | 8 mai 2021 (Replay) 22 mai 2021 (TV) |
| Partie 1 : Depuis sa découverte qu'elle croit extra-terrestre, la maman d'Elliott, géologue, voyage sans cesse dans l'espoir de confirmer sa théorie. Mais ce jour-là, la pierre s'anime et entraîne Elliott et sa maman dans un voyage vers l'inconnu. Partie 2 : Elliott et Frankie atterrissent dans la biosphère 1138, où ils rencontrent Mo, un dinosaure. Partie 3 : Elliott, sa maman et Mo se retrouvent dans un étrange vaisseau. Kane, l'alien qui les y a introduits, va devoir les en faire sortir discrètement et leur faire gagner la ville de Centrium. Partie 4 : Elliott, sa maman et Mo se sentent un peu perdus dans la grande ville extra-terrestre. Ils vont apprendre qu'il ne faut pas nécessairement se fier aux apparences. |                                                             | |                                            |                                      |                                      |
| Chapitre 2 : Une nouvelle maison |                                                             | |                                            |                                      |                                      |
| 5 | Induction idiosyncratique Idiosyncratic Induction           | Mic Graves, Tony Hull                                                                               | Eva Figueroa                               | 30 mars 2021                         | 23 mai 2021                          |
| Elliott découvre la ruche : l'école des aliens. Il a peur d'être le nouveau que l'on rejette, mais les extra-terrestres se montrent aussi accueillants qu'imprévisibles. |                                                             | |                                            |                                      |                                      |
| |                                                             | |                                            |                                      |                                      |
| 6 | Maudite mémoire Memory Mayhem                               | Mic Graves, Tony Hull, Richard Overall                                                              | Constance Bouckaert, Eva Figueroa          | 30 mars 2021                         | 23 mai 2021                          |
| La maman d'Elliott rencontre "La Tête", une entité composée de nombreux extra-terrestres avides d'en savoir plus sur les raisons de sa présence. |                                                             | |                                            |                                      |                                      |
| |                                                             | |                                            |                                      |                                      |
| 7 | Dilemme dantesque Developing Dilemma                        | Guillaume Cassuto, Mic Graves, Tony Hull, Daran Johnson, Joe Markham, Joe Parham, Jess Ransom       | Juanpe Arroyo, Eva Figueroa                | 31 mars 2021                         | 29 mai 2021                          |
| Elliott se choisit un petit animal de compagnie mais la créature grossit démesurément et provoque la colère du voisinage. |                                                             | |                                            |                                      |                                      |
| |                                                             | |                                            |                                      |                                      |
| 8 | Inversion involontaire Inadvertent Inversion                | Mic Graves, Tony Hull, Richard Overall                                                              | Eva Figueroa, Chuck Klein, Oliver Hamilton | 31 mars 2021                         | 29 mai 2021                          |
| Tandis qu'Elliott suit son premier cours à l'école des aliens, Frankie, recrutée par la directrice de la ruche, va de surprise en surprise. |                                                             | |                                            |                                      |                                      |
| |                                                             | |                                            |                                      |                                      |
| 9 | Réminiscence régurgitée Regurgitated Reminiscence           | Guillaume Cassuto, Mic Graves, Tony Hull, Joe Markham, Joe Parham                                   | Bianca Ansems                              | 1er avril 2021                       | 30 mai 2021                          |
| Elliott et Mo se donnent beaucoup de mal pour récupérer l'ancienne cafetière de Frankie. |                                                             | |                                            |                                      |                                      |
| |                                                             | |                                            |                                      |                                      |
| 10 | Fusion fâcheuse Chaotic Clumping                            | Guillaume Cassuto, Mic Graves, Tony Hull, Daran Johnson, Joe Markham, Richard Overall, Mikey Please | Oliver Hamilton                            | 1er avril 2021                       | 30 mai 2021                          |
| Elliott et Mo se téléportent ensemble et se retrouvent plus proches qu'ils ne l'ont jamais été. Choisiront-ils de le rester ? |                                                             | |                                            |                                      |                                      |
| |                                                             | |                                            |                                      |                                      |
| 11 | Paradox parallèle Parallel Paradox                          | Guillaume Cassuto, Mic Graves, Tony Hull, Daran Johnson, Richard Overall                            | Juanpe Arroyo                              | 2 avril 2021                         | 5 juin 2021                          |
| À vouloir trop bien faire, Elliott se retrouve à deux endroits en même temps. |                                                             | |                                            |                                      |                                      |
| |                                                             | |                                            |                                      |                                      |
| 12 | Prophétie problématique Problematic Prophecies              | Guillaume Cassuto, Mic Graves, Tony Hull, Daran Johnson, Joe Markham, Joe Parham, Jess Ransom       | Eva Figueroa                               | 5 avril 2021                         | 5 juin 2021                          |
| Elliott et Mo se font une nouvelle amie, Nara, qui semble avoir une grande capacité d'anticipation. |                                                             | |                                            |                                      |                                      |
| |                                                             | |                                            |                                      |                                      |
| 13 | Torpeur temporelle Temporal Tedium                          | Guillaume Cassuto, Adam Hess, Daran Johnson, Joe Markham, Joe Parham, Jess Ransom                   | Guillaume Cassuto, David de Rooij          | 6 avril 2021                         | 6 juin 2021                          |
| C'est l'Heure des Bubulles ! Qu'est-ce que ça veut dire ? Elliott et Mo le font découvrir à Preston, un farceur lent et hilarant doté d'un étrange collier, qu'ils rencontrent à l'école. |                                                             | |                                            |                                      |                                      |
| |                                                             | |                                            |                                      |                                      |
| 14 | Partenaire particulier Companion Confusion                  | Guillaume Cassuto, Daran Johnson, Joe Markham, Joe Parham, Mikey Please, Jess Ransom                | Guillaume Cassuto, Marylene Sun            | 7 avril 2021                         | 6 juin 2021                          |
| Après de vaines tentatives pour trouver le grand amour, Mo va devoir sauver Elliott avant qu'il ne soit aspiré dans l'espace. |                                                             | |                                            |                                      |                                      |
| |                                                             | |                                            |                                      |                                      |
| 15 | Mégalomane mélancolique Melancholic Megalomaniac            | Guillaume Cassuto, Mic Graves, Tony Hull, Daran Johnson, Joe Markham, Joe Parham, Jess Ransom       | Juanpe Arroyo, Eva Figueroa                | 8 avril 2021                         | 12 juin 2021                         |
| Elliott et Mo tente de remonter le moral de Monsieur Kallous avec l'aide de quelqu'un du passé. |                                                             | |                                            |                                      |                                      |
| |                                                             | |                                            |                                      |                                      |
| 16 | Vérité voilée, première partie Diminishing Discourse Part 1 | Mic Graves, Tony Hull, Richard Overall                                                              | Constance Bouckaert, Oliver Hamilton       | 9 avril 2021                         | 12 juin 2021                         |
| Elliott et Frankie décident de dire à Mo ce qui est vraiment arrivé aux dinosaures. |                                                             | |                                            |                                      |                                      |
| |                                                             | |                                            |                                      |                                      |